# John Lukacs
John Adalbert Lukacs (születési nevén Lukács János Albert) (Budapest, 1924. január 31. – Phoenixville, Pennsylvania, 2019. május 6.) Széchenyi-nagydíjas, Pulitzer-díjra jelölt (1994), magyar származású amerikai történész.

## Az emigráció
Szülei Lukács (Löwinger) Pál progresszív gondolkodású orvos és Glück Magdolna voltak. Mindketten zsidó származásúak, de a háborút megelőző években áttértek a római katolikus vallásra. A Magyar Királyi Pázmány Péter Tudományegyetem történész szakára járt. Miután Magyarország a németek oldalán belépett a második világháborúba, dezertált a hadseregből. Bár szülei még a háború előtt elváltak és Lukácsot katolikusnak nevelték, a zsidótörvények miatt munkaszolgálat és deportálás várt rá. De kijátszotta a németeket és túlélte Budapest bombázását is. A szovjetekkel kapcsolatban nem voltak illúziói, így 1946-ban emigrált, tanulmányait a Cambridge-i Egyetemen folytatta. Attól kezdve az Egyesült Államokban élt, ahol John Lukacs néven publikált.

## Pályája
1947-től 1994-es nyugdíjazásáig a Pennsylvania-i Chestnut Hill College történelem tanszékén tanított. Közben több neves egyetem vendégprofesszora volt: tanított a Columbián, a Princetonban és a Johns Hopkinson, továbbá előadásokat tartott Magyarországon az Eötvös Loránd Tudományegyetemen, a Corvinus Egyetemen és a Közép-európai Egyetemen (CEU).
A háború után új, választott hazájában politikai ellentmondások között találta magát. Egyesek minden kelet-európait szovjet kémnek tartottak, mások szimpatizáltak a kommunista eszmékkel. Az 1950-es években Lukacs több cikkében felhívta a figyelmet a hidegháború értelmetlenségére és az ideológiai háborúk helyett a tárgyalások megkezdését javasolta Kelet-Közép-Európa nemzeteivel. Szorgalmazta Amerika kivonulását az ázsiai háborúkból. Eszméivel rokon lélekre talált George F. Kennan politikus személyében, akivel annak 101 éves korában bekövetkezett haláláig szóló barátságot kötött.
Több mint huszonöt könyvet írt, ebből magyarul az Európa gondozásában tizenhét olvasható. Lukacs legfontosabb kutatási területe a kezdetektől fogva a második világháború története, kedvenc műfaja pedig a közérthető, mégis magas nyelvi és szakmai színvonalon álló esszé. Számos történetfilozófiai és önéletrajzi jellegű esszét is publikált.
2005. október 24-én előadást tartott a Mindentudás Egyetemén Állam, nemzet, nép címmel.
2009-ben Oláh György Nobel-díjas kémikus társaságában védnökként csatlakozott a Bolyai-díjhoz.
Halála után róla nevezték el Magyarországon a John Lukács Intézetet.

### Egy eredendő bűnös vallomásai (2006)
Egy eredendő bűnös vallomásai címmel 2006-ban riportfilmet forgatott vele Muszatics Péter. A Gundel étteremben és a Lukács cukrászdában készült beszélgetések során John Lukacs – többek között – életéről, a történelmi tudatról, Európáról és Amerikáról, az európai civilizáció válságáról, Phoenixville-i otthonáról és szülővárosáról, Budapestről beszél.
A dokumentumfilmet bemutatta a Duna Televízió és 2008-ban a Pelagi Film DVD-n is megjelentette a Szőnyi Zsuzsát bemutató Az aventinusi tündér című Muszatics interjúval közösen.

## Elismerések, díjak
- Ingersoll-díj (1991)
- A Magyar Köztársasági Érdemrend középkeresztje (1994)
- George Washington-díj (1997)
- Magyar Corvin-lánc (2001)[10]
- Pázmány Péter Katolikus Egyetem Bölcsésztudományi Karának díszdoktora (2009)[11]
- A Magyar Köztársasági Érdemrend középkeresztje a csillaggal (2011)
- Magyar Örökség díj (2012)[12]
- Széchenyi-nagydíj (2014)

## Művei

### Magyarul megjelent könyvei
- Az Egyesült Államok 20. századi története; ford. Zala Tamás; Gondolat, Bp., 1988 ISBN 963-281-859-8
- Budapest, 1900. A város és kultúrája; ford. Mészáros Klára; Európa, Bp., 1991 ISBN 963-07-5299-9
- A párviadal. A nyolcvannapos párbaj Churchill és Hitler között, 1940. május 10–július 31.; ford. Mészáros Klára; Európa, Bp., 1993 ISBN 963-07-5599-8
- A XX. század és az újkor vége; ford. Barkóczi András; Európa, Bp., 1994 (Mérleg) ISBN 963-07-5687-0, angol nyelven The End of the Twentieth Century: And the End of the Modern Age, ezért a művéért Pulitzer-díjban részesült[13]
- Az európai világháború. 1939-1941; ford. Magyarics Tamás, Mészáros Klára; Európa, Bp., 1995 ISBN 963-07-5829-6
- 1945. A nulla év; ford. Barkóczi András; Európa, Bp., 1996 ISBN 963-07-6111-4
- A történelmi Hitler; ford. Barkóczi András; Európa, Bp., 1998 ISBN 963-07-6328-1
- Évek...; ford. Barkóczi András; Európa, Bp., 1999 ISBN 963-07-6428-8
- Öt nap Londonban, 1940. május; ford. Barkóczi András; Európa, Bp., 2000 ISBN 963-07-6727-9
- Visszafelé... Utazások 1954-1996; ford. Borbás Mária, Barkóczi András; Európa, Bp., 2001 ISBN 963-07-6944-1
- Egy eredendő bűnös vallomásai; ford. Barkóczi András; Európa, Bp., 2001 ISBN 963-07-7044-X
- A történelmi tudat avagy A múlt emlékezete; ford. Komáromy Rudolf; Európa, Bp., 2004 ISBN 963-07-7495-X
- Egy nagy korszak végén; ford. M. Nagy Miklós; Európa, Bp., 2005 ISBN 963-07-7785-1
- Hitler és Sztálin. 1941. június; ford. M. Nagy Miklós; Európa, Bp., 2006 ISBN 963-07-8191-3
- Magyar írások; Európa, Bp., 2007 ISBN 978-963-07-8280-7
- Demokrácia és populizmus. Félelem és gyűlölet; ford. Komáromy Rudolf; Európa, Bp., 2008 ISBN 978-963-07-8412-2
- Isten velem; ford. Barkóczi András; Európa, Bp., 2009 ISBN 978-963-07-8739-0
- A történelem eleven valósága. George F. Kennan és John Lukacs levelezése; szerk. John Lukacs, angolból ford. M. Nagy Miklós; Európa, Bp., 2010
- A második világháború öröksége; angolból ford. M. Nagy Miklós; Európa, Bp., 2011
- A történetírás jövője; angolból ford. M. Nagy Miklós; Európa, Bp., 2012
- A huszadik század rövid története ; angolból ford. Komáromy Rudolf; Európa, Bp., 2014; POKET Zsebkönyvek 2020
- Fél évszázad magyar írásai; Európa, Bp., 2015
- "A boldogság: feladat". John Lukacs füveskönyve; Európa, Bp., 2018

### Egyéb magyar kiadású írásai
- Barcza György: Diplomataemlékeim, 1911-1945: Magyarország volt vatikáni és londoni követének emlékirataiból (1994) ISBN 963-07-5657-9 (bibliográfiai utószó)
- Békés Márton (szerk.): Szabadság/Harcosok – hidegháborús írások (2015): A magyar forradalom tanulságai: Az új proletár. ISBN 978-615-5118-27-2
- Krúdy Gyula: Sunflower (1997) ISBN 963-13-4332-4 (angol előszó)
- Krúdy Gyula: Krúdy's chronicles: turn-of-the-century Hungary in Gyula Krúdy's journalism (2000) ISBN 963-9116-78-5 (angol előszó)
- Bryan Cartledge: Trianon: egy angol szemével (2009) ISBN 978-963-9705-62-3 (előszó)
- Hunyady Sándor: Honvágy: eltűnt írások és képek egy letűnt világról (2009) ISBN 963-7253-48-3 (bevezető)